# フラワーバレンタイン
フラワーバレンタインは、「日本でも、欧米その他の世界各国同様、バレンタインデーに男性から女性に花を贈る慣習を作ろう」というコンセプトのもと、日本の花業界から発生した推進運動。2011年制定。
2010年に農林水産省花き産業振興室（当時）の協力により発足した「フラワーバレンタイン推進委員会（事務局：財団法人花普及センター）」を中心に全国に広がりつつある。（2012年現在）
この委員会の構成メンバーは日常的には競合関係にある生花店運営企業および生花店ネットワーク組織であるものの、花の消費拡大には企業の利害関係の垣根を越えた花業界全体の団結が必要であるという点で一致し実現した。
2012年2月には、元サッカー日本代表の三浦知良（横浜FC、2012年現在）が「初代Mr.フラワーバレンタイン」に就任した。